# Kvartssand
 Denne artikel bør gennemlæses af en person med fagkendskab for at sikre den faglige korrekthed.

Kvartssand er en ren og meget almindelig sandtype i verden.  Kvartssand har et stort indhold af mineralet kvarts, som regel 95 %, samt ingen flint og ringe indhold af andre mineraler, hvilket øjensynlig skyldes, at der er sket intensiv forvitring i forbindelse med sandets dannelse. Aflejringen har fundet sted i flodslette- og deltamiljøer ca. 23-5 mio. år før nu, i den geologiske periode miocæn.

## Anvendelse
En af de store anvendelser af kvartssand, i den moderne verden, er som ingrediens i industriel beton.
Det bliver også brugt i : 
- Vandfiltrering[2]
- Glasfremstilling[2]
- Jernstøbning og metalproduktion[2]
- Sandblæsning[kilde mangler]
- Fritidsfaciliteter som ridebaner og fodboldbaner[kilde mangler]
- Beton til at tilføje tekstur til glatte veje; teksturændringen bliver også benyttet til fx maling og epoxygulve[kilde mangler]
- Fracking - naturligt forekommende kvartssand bruges som en proppant til at holde en induceret hydraulisk fraktur åben i fracking processen[2]

## Kvartssand i verden
Freedonia anslår i en rapport, at verdens efterspørgsel er 280 mio tons (2016) med en værdi på $9.2 milliarder.
- 51 % Asien-Stillehavet
- 21 % Nordamerica
- 12 % Vesteuropa
- 16 % andre regioner

Asien-Stillehavet regionen står for den største andel af efterspørgsel på kvartssand, grundet byggerier og støberiproduktionen, i særdeleshed i Kina og Indien. Uden for Asien, forventes det i USA, at efterspørgslen vil stige på grund af hydrauliske fracking aktiviteters nuværende dominans samt opblomstring i byggeriet
og produktionen af motorkøretøjer.

## Indvinding af kvartsand i Danmark
Der blev indvundet 346.000 m³ kvartssand i 2010. Indvindingen af kvartssand har i perioden 1982-1999 ligget i intervallet
130.000-280.000 m³, men steg i 2000 til 479.000 m³ og har siden ligget omkring 500.000. I 2009 faldt indvindingen dog markant. I 2010 blev kvartsand kun indvundet i regionerne Midtjylland og Syddanmark med en fordeling på hhv. 78% og 22%.

### Top 5 indvindingskommuner
Store mængder af kvartsand kommer fra Sandmark/Addit Grusgrav, et område tæt på Vissing Kloster mellem Silkeborg, Skanderborg og Horsens, hvor Dansand har 2 grave samt 3 grave tilhørende Dansk Kvarts Industri. Gravenes kvartsand varierer fra lysegråt til hvidligt overvejende mellem- og grov-kornet kvartsand.

1. 164.000 m³ -Horsens kommune
2. 42.000 m³ - Skanderborg Kommune
3. 33.000 m³ - Esbjerg Kommune, det kommer hovedsageligt fra grusgraven mellem Mellem Hostrup og Alslev (Hostrup sand)
4. 19.000 m³ - Norddjurs kommune, det kommer hovedsageligt fra Hoed Grusgrav
5. 18.000 m³ - Ringkøbing-Skjern Kommune, det kommer hovedsageligt fra Sandgrav i råstofgraveområdet Grønbjerg

Fra 2010